# 瓦西里·阿列克谢耶夫
瓦西里·米哈伊洛维奇·阿列克谢耶夫（俄語：Василий Михайлович Алексеев，1881年1月14日—1951年5月12日）苏俄东方学家，被尊称为“苏联汉学的奠基人”。

## 生平
1881年1月出生在彼得堡的一个贫苦家庭，父亲是工厂职员，母亲是洗衣工。在彼得堡大学东方学系学习，1902年毕业后在亚洲博物馆和东宫博物馆任职。之后被派往英、法、德留学，接受了沙畹的指导，并与伯希和、马伯乐和葛兰言建立了友谊。回国后在彼得堡大学担任中国语言文学编外副教授。1906年至1909年间曾访问中国，其中1907年曾跟随法国汉学家沙畹与随行摄影师考察华东，在泰山等地拍摄照片。1923年成为苏联科学院通讯院士，1926年晋升为院士，期间遍访欧洲的汉学中心。1929年,与在莫斯科的中国学者、中共领导人瞿秋白、萧三和语言学家弗谢沃洛德·科洛科洛夫设计了中文的拉丁化新文字。他曾与汉学家柏烈伟保持书信往来。1951年5月12日逝世。
知名学生有尤里安·康斯坦丁诺维奇·舒茨基、齐赫文、费德林、李福清、尼古拉·康拉德等人。